# Le temps ne fait rien à l'affaire
Le temps ne fait rien à l'affaire, è l'ottavo album del cantautore francese Georges Brassens ed è stato pubblicato nel 1961.

## Tracce
Testi e musiche di Georges Brassens. 
1. Le temps ne fait rien à l'affaire  – 2:06
2. Dans l'eau de la claire fontaine – 2:10
3. La Traîtresse – 2:24
4. La Ballade des cimetières – 3:08
5. La Complainte des filles de joie – 2:40
6. Tonton Nestor (La Noce de Jeannette) – 1:58
7. Le Temps passé – 2:58
8. La Fille à cent sous – 2:18

## Musicisti
- Georges Brassens: voce, chitarra
- Pierre Nicolas: contrabbasso